# 哲学必然性原理说明

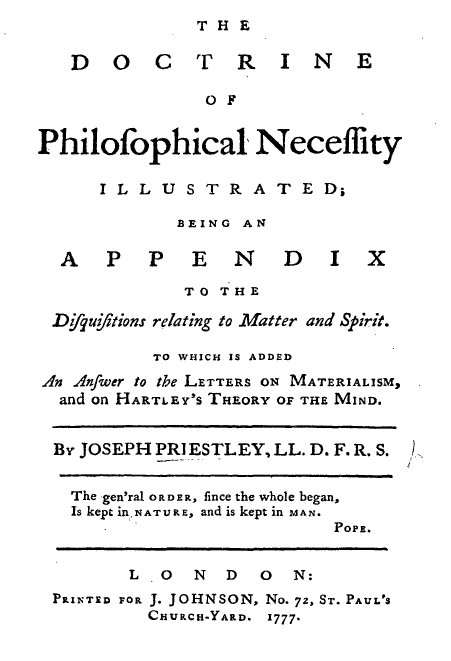
约瑟夫·普里斯特利所著《哲学必然性原理说明》扉页

《哲学必然性原理说明》是18世纪英国博学家约瑟夫·普里斯特利的主要形而上学著作之一。 